# Astrée (Oper)
Astrée ist der Titel einer Tragédie lyrique in einem Prolog und drei Akten nach Motiven aus dem gleichnamigen Roman von Honoré d’Urfé. Die Musik zu dem Libretto von Jean de La Fontaine komponierte Pascal Collasse. Die Uraufführung fand am 28. November 1691 in der Académie Royale de musique in Paris statt.

## Handlung

### Prolog
Der Gott Apollon hat sich vor dem Kriegsgott Mars in die Gegend um das königliche Schloss von Marly zurückgezogen und veranlasst die dort angetroffenen Schäferinnen und Schäfer dem anwesenden Pariser Publikum die Geschichte von Céladon und Astrée vorzustellen.

### Erster Akt
Sémire hat der Schäferin Astrée unbemerkt verschiedene Liebestränke verabreicht, damit diese sich von ihrem Geliebten Céladon entfremdet und in Sémire verliebt. Astrée glaubt tatsächlich, dass Céladon sie mit der Schäferin Aminte betrügt und will Céladon nie wieder sehen. Céladon schwört daraufhin Selbstmord zu begehen. Auf dem großen Neujahrsfest der Druiden erfahren Astrée und alle Anwesenden, dass Céladon sich im nahen Fluss ertränkt habe. Erschüttert will sich nun auch Astrée das Leben nehmen.

### Zweiter Akt
Der halbtote Céladon wurde von der Prinzessin Galatée am Flussufer entdeckt, die sich sogleich in ihn verliebt. Céladon weist ihre Liebeswerbungen aber zurück und will im naheliegenden Wald einen Tempel für seine einzige Liebe, Astrée, errichten. Die plötzlich erscheinende Zauberin Ismene prophezeit ihm das Ende seiner Leiden, verwandelt den Garten der Prinzessin Galatée in einen Wald und lässt durch ihre Zauberkünste den Tempel entstehen.

### Dritter Akt
Céladon ist der durch den Wald streifenden Astrée gefolgt und findet sie an der gefährlichen „Quelle der wahren Liebe“ in einem Zauberschlaf liegend vor, der auch ihn erfasst. Als beide aus diesem Zauberschlaf erwachen, kehrt die alte Zuneigung zurück und sie fallen sich versöhnt in die Arme. Prinzessin Galatée verzichtet auf Céladon und ein Ballett der Schäferinnen und Schäfer beendet die Oper.

## Werkgeschichte
Für den ersten Akt diente de La Fontaine Teil I, Buch 1 von d’Urfés Erzählung L’Astrée als Vorlage, für den zweiten Akt zusätzlich aus Teil I die Bücher 2 und 5 sowie aus Teil II Buch 5. Für den dritten Akt benutzte de La Fontaine die letzten vier Bücher aus Teil V. De La Fontaine folgte teils genau der Vorlage, teils wich er in Details und größeren Zügen von dieser ab. Der Prolog stammt ganz von de La Fontaine.
Die Oper erlebte lediglich sechs Aufführungen. Musik und Libretto waren schon sehr schnell Gegenstand zahlreicher Spottverse. Astrée ist nach Daphné (1674) das zweite Libretto de La Fontaines. Ein drittes, über den Stoff des Galathea-Mythos, ließ er unvollendet.